# Pădurea de plop de lângă Criuleni (arie protejată)
Pădurea de plop din raionul Criuleni este un sector reprezentativ cu vegetație silvică situat la est de satul Dubăsarii Vechi din Republica Moldova. Are o suprafață de 0,3 ha. Obiectul este administrat de primăria satului Dubăsarii Vechi.

## Caracteristici geografice
Aria protejată este amplasată în lunca fluviului Nistru, la o distanță de 250 m de albia acestuia. La o distanță de 200 m se ridică cel mai apropiat versant, care are expoziție estică. Solul este aluvial lutos, profund, cu grad de umiditate reavăn-umed.

## Diversitate floristică

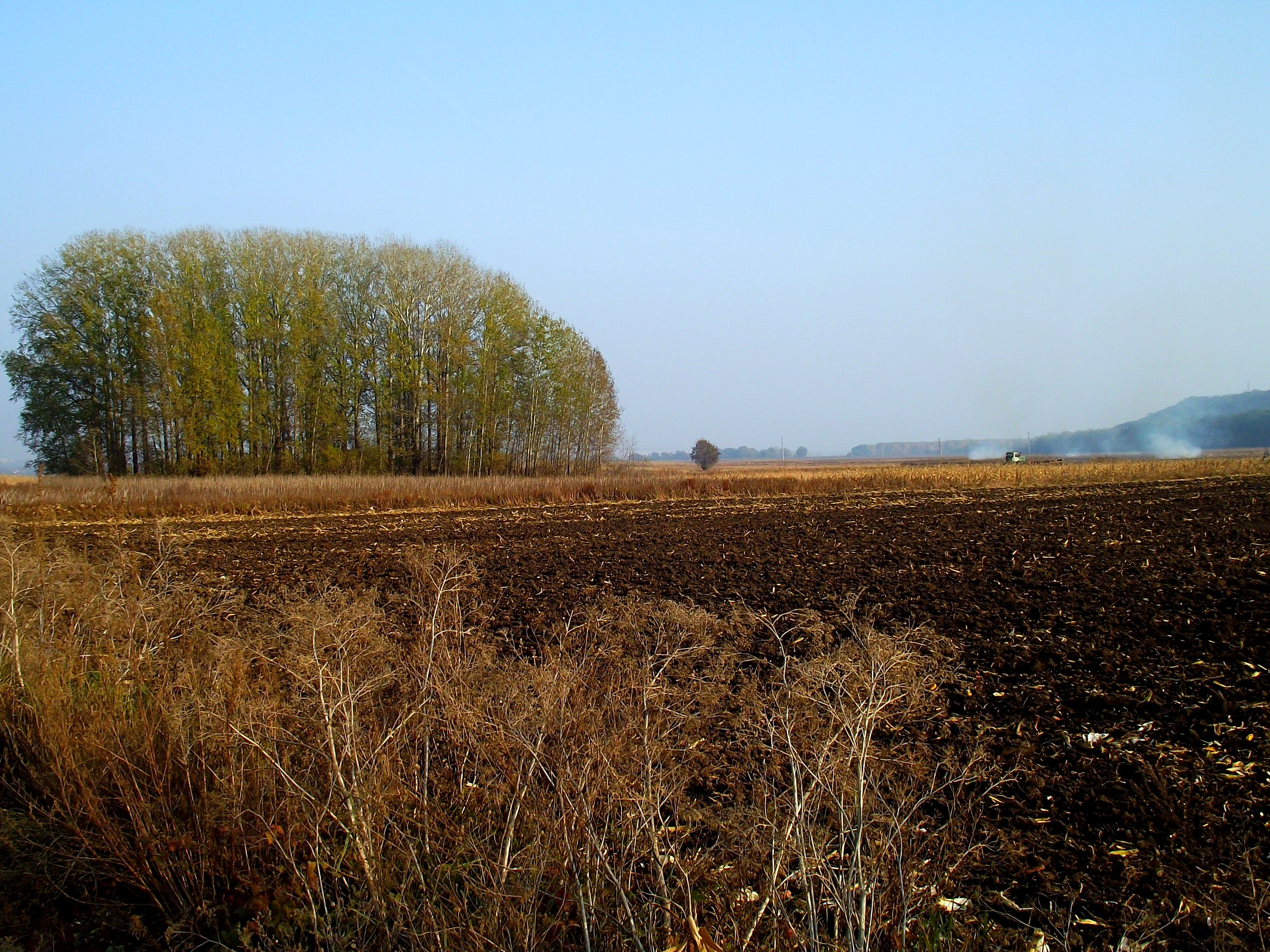
Aria protejată este înconjurată de terenuri arabile

Pădurea este o rămășiță din pădurile de luncă defrișate aproximativ la jumătatea sec. al XX-lea, defrișate în favoarea terenurilor arabile. Genofondul este destul de restrâns.
În ce privește diversitatea fitocenotică, comunitatea de plante din aria protejată a fost atribuită la asociația Salici-Populetum Meijer Drees 1936.

### Arbori

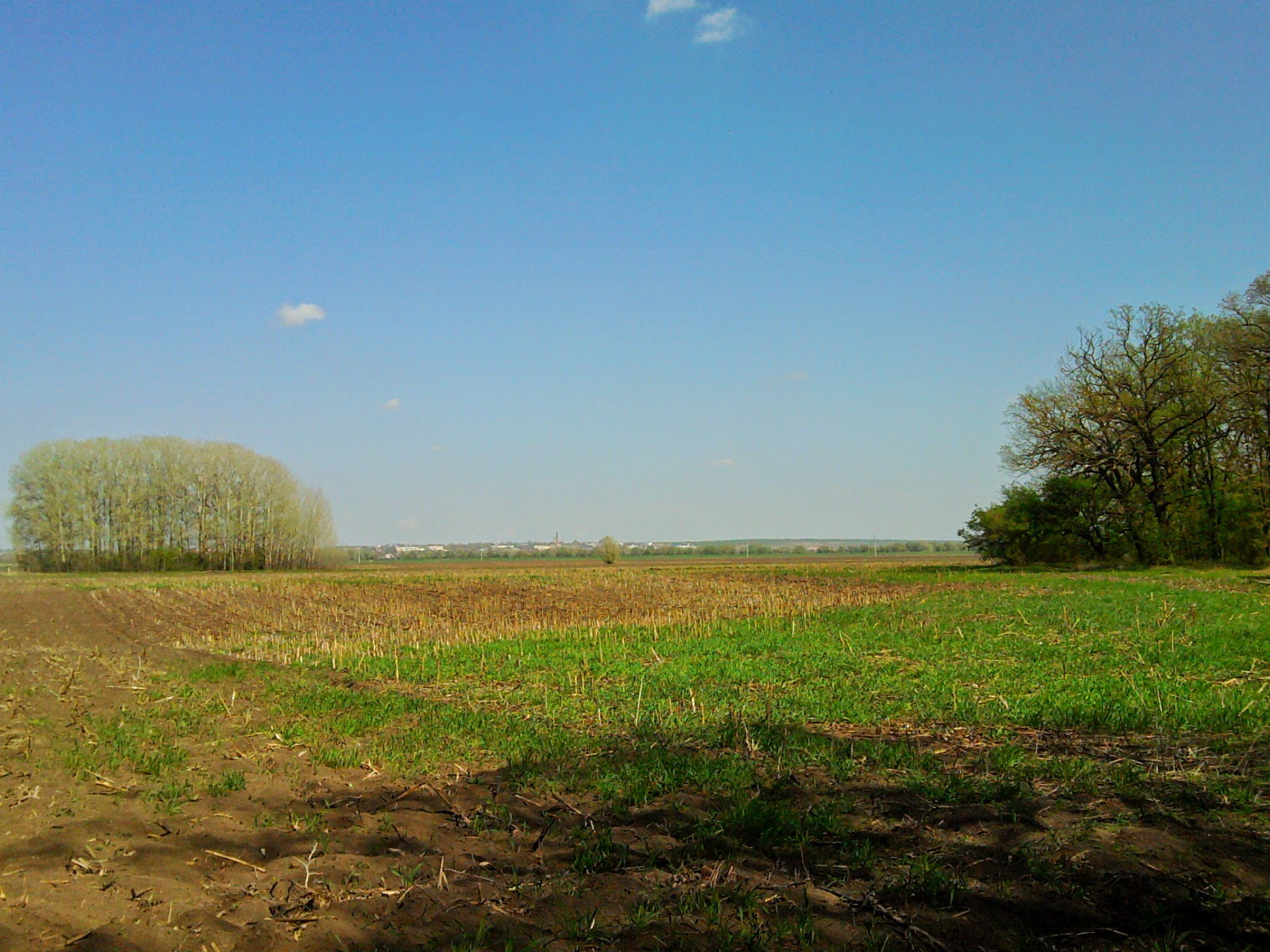
La mică distanță de plopiș (stânga) se întinde o pădure de stejar (dreapta)

Arboretul s-a format într-un habitat de tip Păduri danubian-panonice de plop-alb (Populus alba) cu Rubus caesius. Arboretul natural-fundamental este de productivitate superioară (690 m3/ha), echien, cu consistența 0,8. Cuprinde 94 de exemplare de plop-alb (Populus alba), 2 de ulm (Ulmus laevis) și 1 de păr (Pyrus pyraster). Înălțimea plopilor este de 26 m, cu diametrul tulpinii în medie 40,1 cm – cel mai viguros arbore atingând 116 cm. Înălțimea ulmilor este 5-10 m, cu diametrul tulpinii 14-24 cm. Părul are o înălțime de 12 m și diametrul tulpinii de 28 m.
În zona de tranziție între arboret și arătură crește puiet de plop-alb cu înălțimea de până la 4 m. A fost identificat și puțin puiet de stejar-pedunculat (Quercus robur), cireș (Quercus robur), frasin (Fraxinus excelsior), jugastru (Acer campestre), ulm (Ulmus laevis), arțar-tătăresc (Acer tataricum) și arțar-american (Acer negundo).

### Arbuști
Stratul de arbuști nu este uniform. Sunt formate pâlcuri de porumbar (Prunus spinosa) și de sânger (Swida sanguinea). Se întâlnesc exemplare solitare de păducel (Crataegus monogyna) și măceș (Rosa canina).

### Ierburi
Învelișul ierbos este și el neuniform. El este slab dezvoltat în pâlcurile de arbuști, dar în luminișuri gradul de acoperire a ierburilor atinge 60%. Cresc specii caracteristice plopișurilor: Rubus caesius, Convallaria majalis, Polygonatum multiflorum, Asparagus tenuifolius, Viola alba, Hypericum hirsutum, Elytrigia repens, precum și specii ruderale Arctium tomentosum, Vicia vilosa, Dumulus lupolus.

## Statut de protecție
Pădurea de plop este o suprafață reprezentativă și valoroasă de arboret de plop-alb caracteristic pentru pădurile de luncă din valea Nistrului. Aria naturală protejată are o valoare conservativă mare. Arboretul fundamental de plop-alb prezintă interes științific și practic. Suprafața este destinată conservării florei, faunei, peisajului și cercetărilor științifice.
Obiectivul a fost luat sub protecția statului prin Hotărîrea Sovietului de Miniștri al RSSM din 8 ianuarie 1975 nr. 5. Statutul de protecție a fost reconfirmat prin Legea nr. 1538 din 25 februarie 1998 privind fondul ariilor naturale protejate de stat, în anexele căreia pădurea este atribuită la categoria „Monumente ale naturii” de tip C) botanic, a) sectoare reprezentative cu vegetație silvică. Conform Legii din 1998, rezervația era administrată de Societatea pe Acțiuni „Dubăsarii Vechi”, dar între timp a trecut la balanța primăriei satului Dubăsarii Vechi.
Plopul-alb, specia edificatoare a comunității vegetale, este considerat o specie amenințată din cauza că este înconjurat de terenuri arabile. Populația riscă să fie afectată de invazia speciilor ruderale de la marginea arboretului. Este recomandată extinderea suprafeței ariei protejate, folosing ca material săditor butași de plop-alb preluați din cadrul ariei protejate.

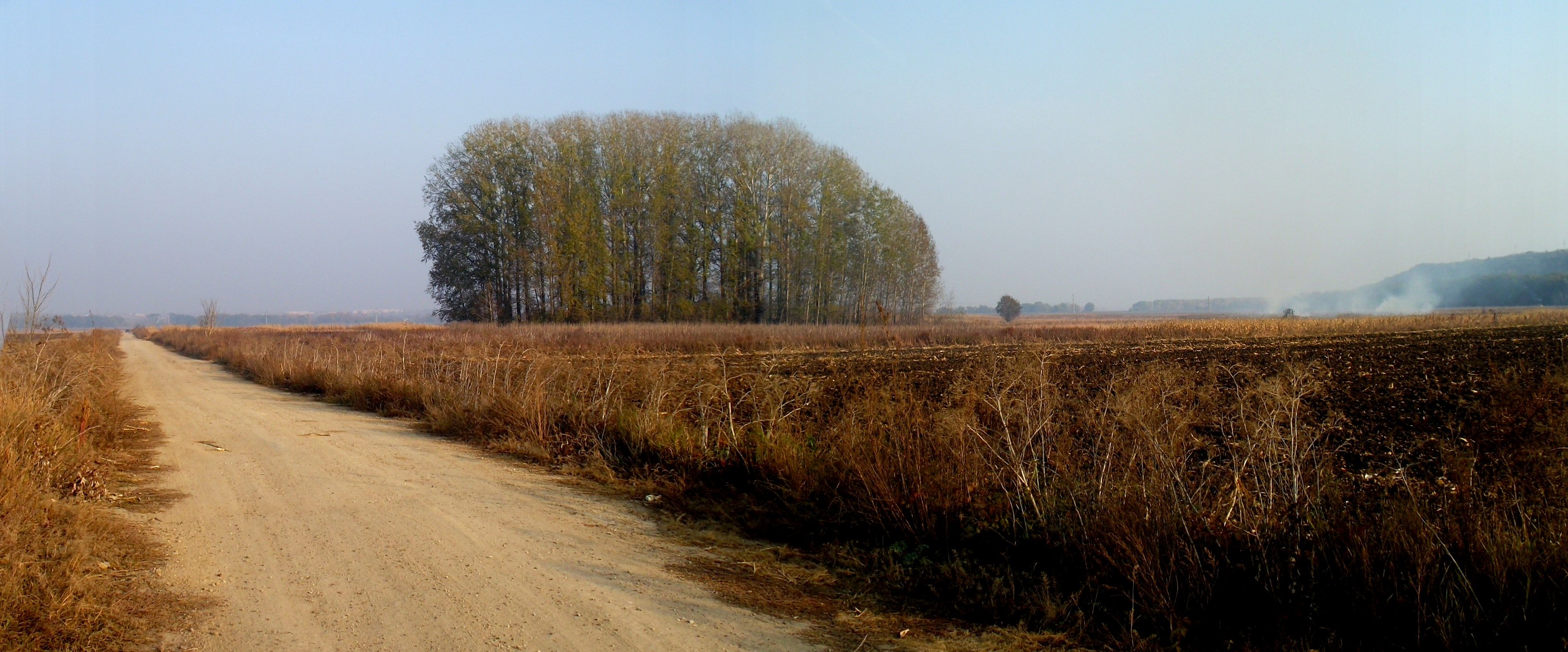
Vedere generală